# Daniel Carr (Eishockeyspieler)
Daniel Carr (* 1. November 1991 in Sherwood Park, Alberta) ist ein kanadischer Eishockeyspieler, der seit Juli 2025 beim Milwaukee Admirals aus der American Hockey League (AHL) unter Vertrag steht und dort auf der Position des linken Flügelstürmers spielt. Zuvor war Carr unter anderem für die Canadiens de Montréal, Vegas Golden Knights, Nashville Predators und Washington Capitals in der National Hockey League (NHL) aktiv. Darüber hinaus verbrachte er vier Spielzeiten beim HC Lugano in der Schweizer National League.

## Karriere

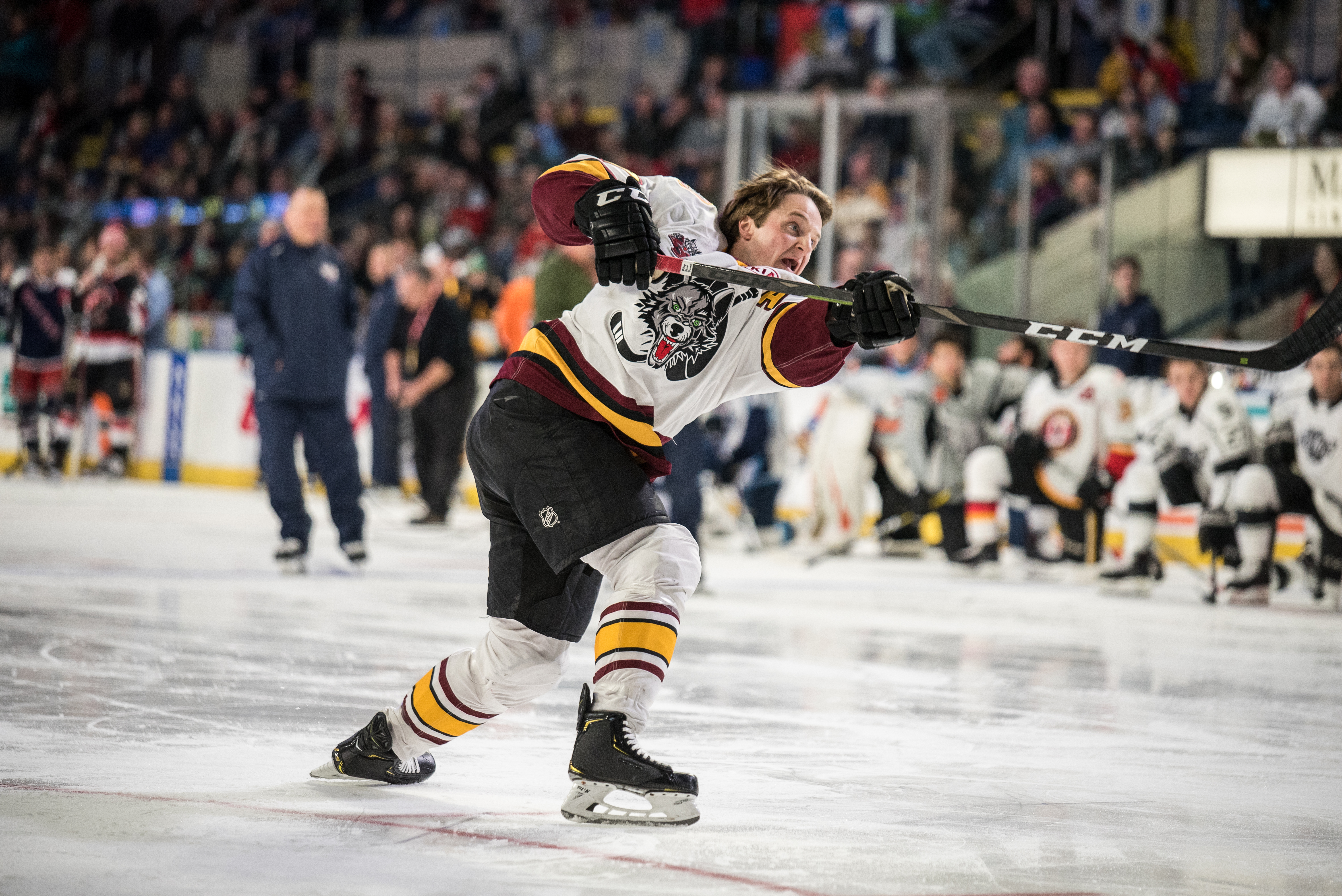
Carr im Trikot der Chicago Wolves (2019)

Carr verbrachte seine Juniorenzeit mit Beginn der Saison 2007/08 bei den St. Albert Steel in der Alberta Junior Hockey League (AJHL), für die er bis zum Jahreswechsel 2009/10 aktiv war, ehe er für eine halbe Spielzeit in die British Columbia Hockey League zu den Powell River Kings wechselte. Im Sommer 2010 schrieb sich der Stürmer dann am Union College ein, dem er bereits zuvor eine mündliche Zusage gegeben hatte. Der 18-jährige Kanadier, der im NHL Entry Draft unberücksichtigt geblieben war, spielte daraufhin die folgenden vier Jahre neben seinem Studium für das Collegeteam in der ECAC Hockey, einer Division im Spielbetrieb der National Collegiate Athletic Association (NCAA). Der Angreifer absolvierte vier erfolgreiche Jahre am Union College. Unter anderem gewann er mit dem Team in den Jahren 2012 und 2013 zweimal die Divisionsmeisterschaft und im Jahr 2014 sogar die nationale Collegemeisterschaft. Darüber hinaus erhielt Carr zahlreiche Auszeichnungen, die ihn schlussendlich doch für die Franchises der National Hockey League (NHL) interessant machten, nachdem sie ihn zuvor übergangen hatten.
Im April 2014 unterzeichnete der viel umworbene Free Agent einen Zweijahresvertrag bei den Canadiens de Montréal, die ihn mit Beginn der Saison 2014/15 in ihrem Farmteam Hamilton Bulldogs in der American Hockey League (AHL) einsetzten. In seiner ersten Profispielzeit war Carr der torgefährlichste Rookie der gesamten Liga, nachdem er 24 Tore erzielt hatte. Nachdem der Flügelstürmer die Spielzeit 2015/16 bei Montréals neuem AHL-Kooperationspartner, den St. John’s IceCaps begonnen hatte, wurde er im Dezember 2015 erstmals in den NHL-Kader der Canadiens berufen. Bis zum Saisonende absolvierte er 23 Partien und stand auch im folgenden Spieljahr zunächst im Stammkader.
Nach vier Jahren in Montréal wurde sein Vertrag nach dem Ende der Spielzeit 2017/18 nicht verlängert, sodass sich der Angreifer im Juli 2018 als Free Agent den Vegas Golden Knights anschloss. Dort verbrachte er die Spielzeit mit der Ausnahme von sechs Spielen für Vegas in der AHL beim Farmteam Chicago Wolves. Seine 71 Scorerpunkte in 52 Einsätzen bescherten ihm am Saisonende den Les Cunningham Award als wertvollster Spieler der Liga. Zudem wurde Carr ins AHL First All-Star Team berufen. Im Juli 2019 wechselte Carr – abermals als Free Agent – zu den Nashville Predators, ebenso wie im Oktober 2020 zu den Washington Capitals. Zur Off-Season im Herbst 2020 schloss er sich derweil auf Leihbasis dem HC Lugano aus der Schweizer National League an. Anschließend spielte er die NHL-Saison 2020/21 im Trikot der Capitals, bevor er im Juli 2021 fest zum HC Lugano wechselte. Dort war der Kanadier insgesamt vier Spielzeiten bis zum Frühjahr 2025 aktiv. Im Juli kehrte er durch eine Vertragsunterschrift bei den Milwaukee Admirals aus der AHL nach Nordamerika zurück.

## Erfolge und Auszeichnungen
| - 2011 ECAC All-Rookie Team - 2012 Whitelaw-Cup-Gewinn mit dem Union College - 2012 ECAC All-Tournament Team - 2013 Whitelaw-Cup-Gewinn mit dem Union College - 2013 ECAC All-Tournament Team - 2013 ECAC Third All-Star Team - 2014 ECAC First All-Star Team - 2014 ECAC All-Tournament Team | - 2014 ECAC All-Tournament Team Most Valuable Player - 2014 NCAA-Division-I-Championship mit dem Union College - 2014 NCAA East Second All-American Team - 2015 AHL-Rookie des Monats Februar - 2019 Teilnahme am AHL All-Star Classic - 2019 Les Cunningham Award - 2019 AHL First All-Star Team - 2024 Spengler Cup All-Star-Team |

## Karrierestatistik
Stand: Ende der Saison 2024/25
(Legende zur Spielerstatistik: Sp oder GP = absolvierte Spiele; T oder G = erzielte Tore; V oder A = erzielte Assists; Pkt oder Pts = erzielte Scorerpunkte; SM oder PIM = erhaltene Strafminuten; +/− = Plus/Minus-Bilanz; PP = erzielte Überzahltore; SH = erzielte Unterzahltore; GW = erzielte Siegtore; 1 Play-downs/Relegation; Kursiv: Statistik nicht vollständig)